# 摩訶止観
摩訶止観（まかしかん）は、仏教の論書の1つで、止観（止はサマタ瞑想、観はヴィパッサナー瞑想。初期仏教の瞑想はこの2つから成る）についての解説書。10巻。594年に中国荊州（現在の湖北省）玉泉寺で天台智顗によって講義され、弟子の章安灌頂によってまとめられた。天台三大部の1つ。

## 概略
摩訶止観は天台止観を構成する三種止観（円頓止観・漸次止観・不定止観）と四種三昧（常行三昧・常坐三昧・半行半坐三昧・非行非坐三昧）の内の、円頓止観についての解説書で、10章からなる。

### 章立て
1. 大意（五略）
2. 釈名
3. 体相
4. 摂法
5. 偏円
6. 方便
7. 正修
8. 果報
9. 起教
10. 旨帰

このうち、後半部分は講義期間が終了したため、説かれていない。